# Карамчакова Лідія Олексіївна
Лідія Олексіївна Карамчакова (рос. Лидия Алексеевна Карамчакова; нар. 17 лютого 1968, село Усть-Сос, Бейський район, Хакаська автономна область, РРФСР) — російська, потім таджикистанська борчиня вільного стилю, переможниця та бронзова призерка чемпіонатів Європи, срібна призерка Азійських ігор, учасниця Олімпійських ігор. Майстер спорту Росії міжнародного класу з вільної боротьби, Заслужений тренер Росії з вільної боротьби.

## Біографія
У початкових класах навчалася в Больше-Монокській середній школі. У 1986 році закінчила Хакаську національну школу. У 1995 році закінчила юридичний факультет Красноярського державного університету за спеціальністю юрист-правознавець. Навчаючись в університеті у віці 21 року, з 1990, почала займатися жіночою боротьбою у тренерів Райкова Віктора Кириловича і Алексєєва Валерія Петровича в ШВСМ з видів боротьби імені Д. Г. Міндіашвілі (нині Академія боротьби). Виступала також за Спортклуб ЦСКА ВПС з 1993 по 2002 р.р. Дворазова чемпіонка (1996, 1997) і неодноразова призерка чемпіонатів Росії, неодноразова призерка Кубка Росії. Виступала за збірну Росії. В її складі — чемпіонка (2000) та бронзова призерка чемпіонатів Європи (1997). 1997, вигравши у поєдинку за 3 місце в українки Юлії Войтової, стала першою красноярською спортсменкою, що стала призеркою чемпіонату Старого Світу. З 2002 року стала представляти Таджикистан. У складі збірної цієї країни 2002 стала віце-чемпіонкою Азійських ігор, взяла участь і Олімпійських іграх 2004 року в Афінах, де посіла 7 місце.
У 2009 році закінчила Сибірський федеральний університет, Факультет фізичної культури і спорту. Працює тренером-викладачем у Спеціалізованій дитячо-юнацькій спортивній школі олімпійського резерву імені Б. Х. Сайтієва міста Красноярська та в Академії боротьби імені Д. Г. Міндіашвілі. Старший тренер кадетської та юніорської жіночої команди Красноярського краю. Серед вихованців є призер Першості Росії серед юнаків, переможниці та призери Першості Росії серед юніорів (дівчата і юнаки), переможниці Чемпіонатів Росії та Міжнародних турнірів серед дорослих, Переможниця Чемпіонату світу серед студентів, срібний призер Кубку Світу серед жінок.

## Родина
Народилась в багатодітній родині, де було 10 дітей. Всі займалися спортом, а її четверо братів домоглися великих результатів, як у самбо, так і в греко-римській та вільній боротьбі. Її молодша сестра Лідія — російська борчиня вільного стилю, чемпіонка Європи та триразова призерка чемпіонатів світу, майстер міжнародного класу з вільної боротьби, тренер. Старший брат Андрій — майстер спорту СРСР з самбо, вільної боротьби, майстер спорту РРФСР з національної боротьби, заслужений тренер Росії, заслужений працівник фізичної культури і спорту Республіки Хакасія. З 1990 по 2009 його щороку визнавали найкращим тренером Республіки Хакасія. Цікаво, що крім своєї сестри Тетяни Карамчакової, він виховав ще двох сестер Карамчакових — Наталію та Інгу, теж чемпіонок Європи, які є його однофамільцями.

## Спортивні результати на міжнародних змаганнях

### Виступи на Олімпіадах
| Змагання                    | Збірна      | Вагова категорія          | Місце |
| --------------------------- | ----------- | ------------------------- | ----- |
| Літні Олімпійські ігри 2004 | Таджикистан | жіноча боротьба, до 48 кг | 7     |

### Виступи на Чемпіонатах світу
| Змагання                        | Збірна      | Вагова категорія          | Місце |
| ------------------------------- | ----------- | ------------------------- | ----- |
| Чемпіонат світу з боротьби 1996 | Росія       | жіноча боротьба, до 44 кг | 4     |
| Чемпіонат світу з боротьби 1997 | Росія       | жіноча боротьба, до 46 кг | 7     |
| Чемпіонат світу з боротьби 2003 | Таджикистан | жіноча боротьба, до 48 кг | 14    |

### Виступи на Чемпіонатах Європи
| Змагання                         | Збірна | Вагова категорія          | Місце  |
| -------------------------------- | ------ | ------------------------- | ------ |
| Чемпіонат Європи з боротьби 1997 | Росія  | жіноча боротьба, до 46 кг | Бронза |
| Чемпіонат Європи з боротьби 2000 | Росія  | жіноча боротьба, до 46 кг | Золото |

### Виступи на Азійських іграх
| Змагання           | Збірна      | Вагова категорія          | Місце  |
| ------------------ | ----------- | ------------------------- | ------ |
| Азійські ігри 2002 | Таджикистан | жіноча боротьба, до 48 кг | Срібло |

### Виступи на Кубках світу
| Змагання                    | Збірна | Вагова категорія          | Місце |
| --------------------------- | ------ | ------------------------- | ----- |
| Кубок світу з боротьби 2001 | Росія  | жіноча боротьба, до 46 кг | 6     |

### Виступи на інших змаганнях
| Змагання                                                     | Збірна      | Вагова категорія          | Місце  |
| ------------------------------------------------------------ | ----------- | ------------------------- | ------ |
| Олімпійський кваліфікаційний турнір з боротьби 2004 (Туніс)  | Таджикистан | жіноча боротьба, до 48 кг | 4      |
| Олімпійський кваліфікаційний турнір з боротьби 2004 (Мадрид) | Таджикистан | жіноча боротьба, до 48 кг | Бронза |